# Джуманбеков, Дженисбек Мухамедкаримович
Дженисбек Мухамедкаримович Джуманбеков (1945) — председатель Комитета национальной безопасности Республики Казахстан (1995—1997), дипломатический ранг — советник первого класса.

## Биография
Родился 11 ноября 1945 года в Жамбылской области Республики Казахстан. Происходит из рода сикым племени дулат.
Отец, Мухамедкарим, был сельским учителем, участником двух войн: Финской и Великой Отечественной, прошедший путь от рядового солдата до старшего лейтенанта, политрука расчёта легендарной «Катюши», после войны — инструктор, заместитель председателя райисполкома, председатель колхоза.
В 1968 году окончил Московский технологический институт пищевой промышленности по специальности инженер-технолог, работал в системе министерства хлебопродуктов Казахской ССР в городе Алма-Ате.
После окончания учебного заведения КГБ при СМ СССР в 1972 году проходил службу на оперативных и руководящих должностях в системе Комитета государственной безопасности Казахской ССР (центральный аппарат, Алма-Атинская и Карагандинская области).
С 1986 года занял должность заместителя начальника Управления КГБ Казахской ССР по Актюбинской и Джамбульской областям.
С 1992 года — начальник Управления КГБ/КНБ Казахстана по Жамбылской области.
В 1994 году назначен первым заместителем Председателя Комитета национальной безопасности Республики Казахстан, а с 1995 года — Председателем.
В 1997 году назначен заместитель Директора Службы «Барлау» Республики Казахстан.
В 1999—2002 годы — официальный представитель КНБ Республики Казахстан в Республике Узбекистан в должности советника, затем официальный представитель КНБ Республики Казахстан в Российской Федерации в должности советника-посланника посольств Казахстана.
В 2004—2009 годах — заместитель Директора Исполнительного комитета РАТС ШОС по различным направлениям -административно-финансовое и информационно-аналитическое.
Имеет воинское звание генерал-лейтенант.

## Награды
- Орден «Данк» II степени (2002)[2]
- Почётный сотрудник КНБ Республики Казахстан.

Награждён, медалями и грамотами Советского Союза, Республики Казахстан, почётными знаками КГБ СССР.